# 薄雪物語
薄雪物語（うすゆきものがたり）は、江戸時代初期に刊行された書簡体小説の仮名草子本。慶長年間（1596年-1615年）末以前に成立した。寛永9年（1632年）刊行された。作者未詳。大本1冊。

## 概要
清水寺で、人妻の薄雪を見初めた園部衛門は恋文のやりとりの末に結ばれる。しかし、薄雪は衛門の留守中に病で急死する。衛門は高野山で出家して薄雪の菩提を弔い、26歳で亡くなる。無常観や恋のわいなさ、ものの哀れがテーマである。御伽草子『はにふの物語』『ふくろうの草紙』といった艶書小説の流れを受け、『古今集』『伊勢物語』『平家物語』『太平記』などの和歌や説話が引用されている。
艶書の手本として読まれるとともに、ものの哀れを知るための女性の教養書としても読まれた。その結果、明治20年頃まで再版を重ねるロングセラーとなった。再版を繰り返したため、海賊版も含め、版が10種以上ある。